# Bedekaspeler Kirche

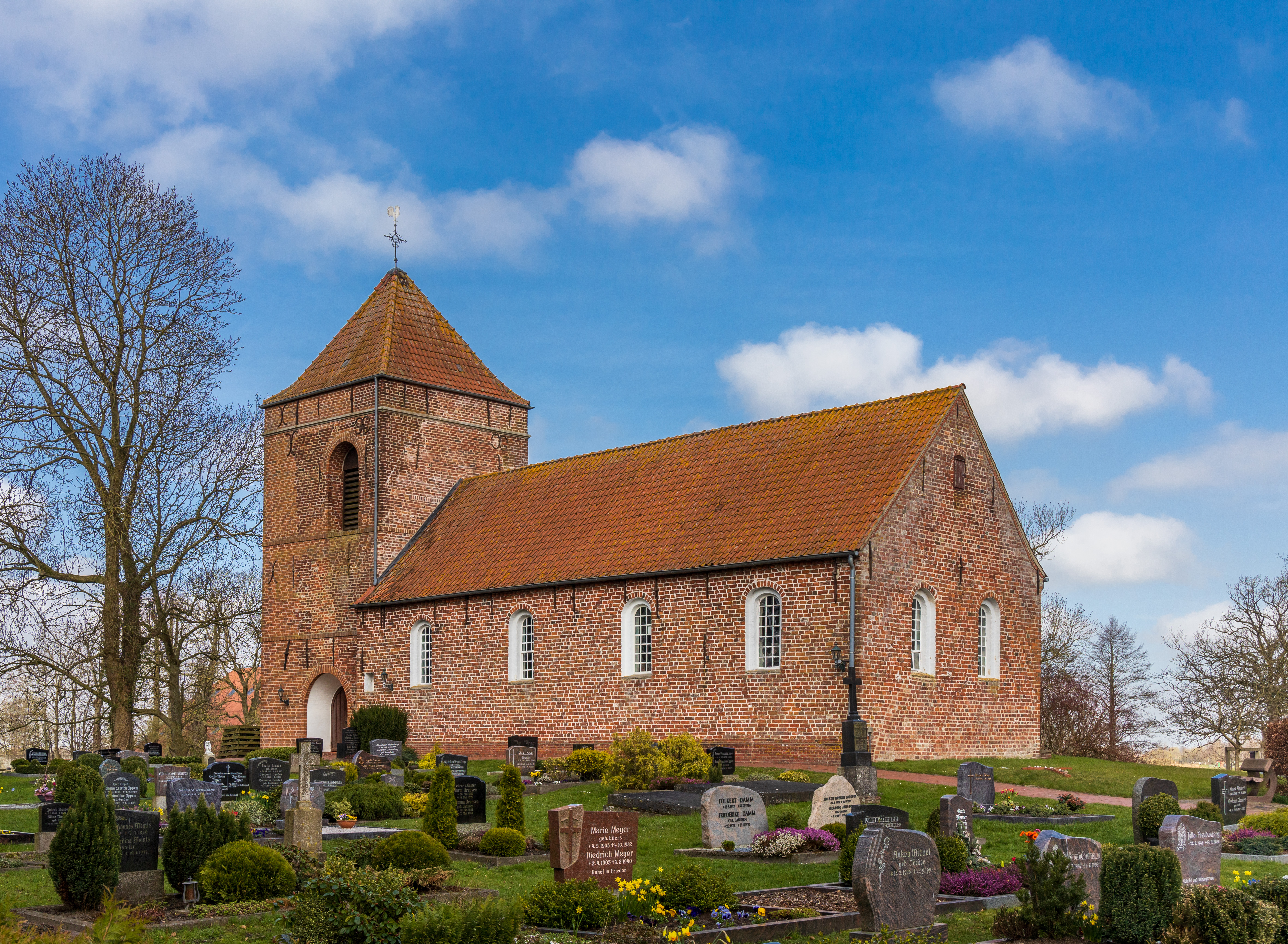
Ansicht der Kirche

Die evangelisch-reformierte Bedekaspeler Kirche ist ein rechteckiger Saalbau aus Backstein in Bedekaspel aus dem Jahr 1728. Es handelt sich um den einzigen Kirchenbau der Reformierten in der ansonsten lutherisch geprägten Gemeinde Südbrookmerland im Landkreis Aurich, Ostfriesland. 

## Geschichte und Baubeschreibung
Im Mittelalter gehörte Bedekaspel zum Bistum Münster. Ursprünglich unterstand das Brookmerland der Propstei Hinte, einige Gemeinden wurden aber nach Auseinandersetzungen mit dem Bischof im Jahr 1250 direkt seinem Offizial unterstellt; Bedekaspel folgte mit anderen Ortschaften später. Im Zuge der Reformation wandte sich die Gemeinde dem reformierten Bekenntnis zu. 
Im 13. Jahrhundert wurde eine Kreuzkirche aus Backstein errichtet, von der nur noch der gotische Westturm erhalten ist. Infolge der Weihnachtsflut 1717 wurde die Kirche so stark zerstört, dass sie 1726 abgetragen und neu errichtet wurde. Auch die Westwand des Turms wurde erneuert. Im Jahr 1728 erfolgte die Weihe der neuen Kirche. Weitere Sturmfluten im 18. Jahrhundert führten 1768 zu einem Teilabbruch und zu einem Umbau des Gotteshauses mit niedrigerem Satteldach.
Die Südseite der Einraumkirche wird von vier, die Nordseite von drei und die Ostwand von zwei Rundbogenfenstern durchbrochen. Der gedrungene, mehrgeschossige Turm ist mit Schallarkaden und Halseisen und einem großen rundbogigen Portal versehen und dient als Eingang. Durch ein kleineres Rundbogenportal kann dann das Kirchenschiff betreten werden.

## Ausstattung

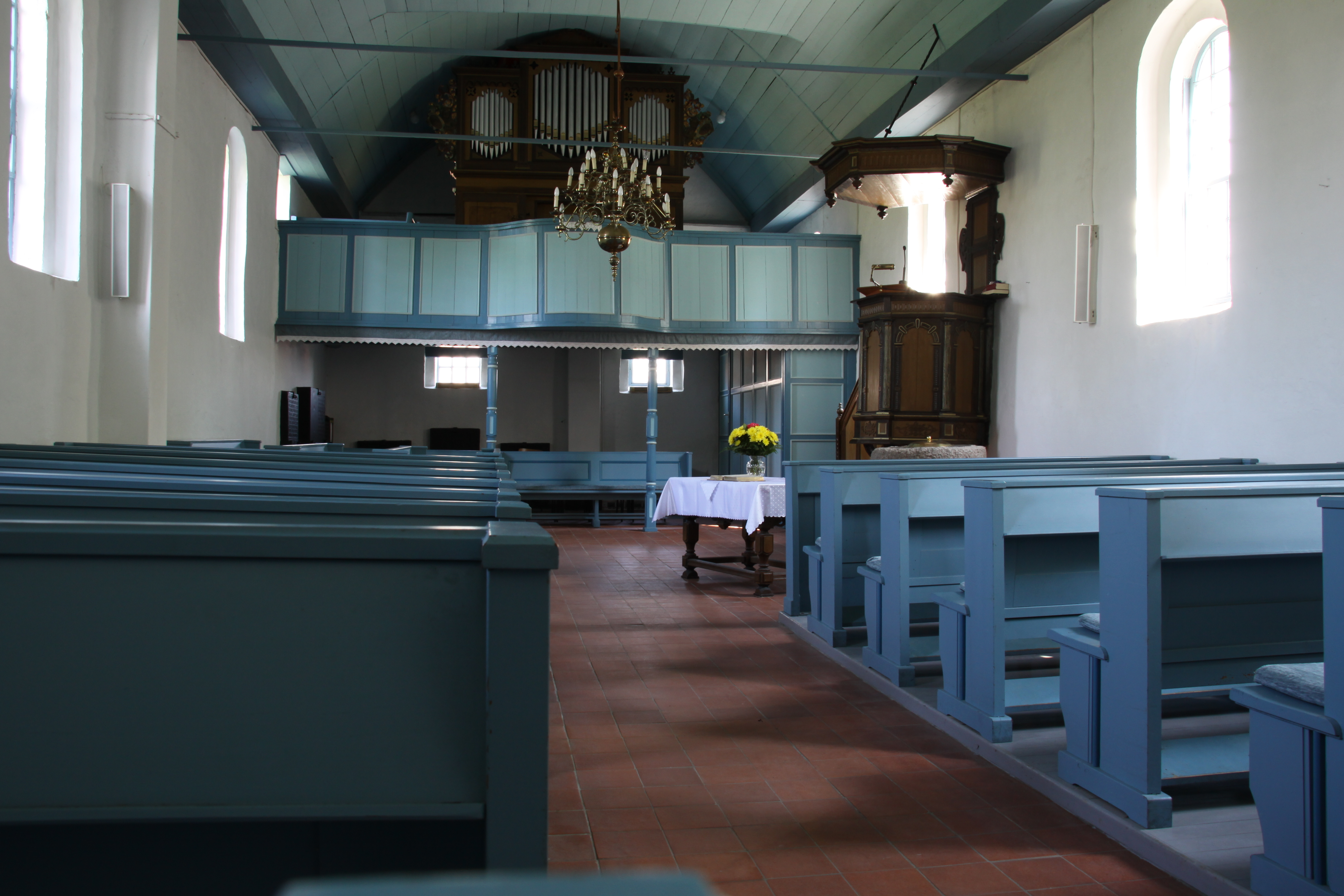
Innenraum der Bedekaspeler Kirche

Der Innenraum wird von einer hölzernen Tonne mit Voute abgeschlossen und ist weitgehend in einem hellen Blau gefasst. An der Nordseite ist ein Epitaph angebracht, das an die Gefallenen des Ersten Weltkriegs erinnert. Ältester Einrichtungsgegenstand ist die auf das Jahr 1653 datierte Kanzel mit sechseckigem Schalldeckel, die aus dem Vorgängerbau stammt. An der Ostseite ist eine Empore eingezogen, auf der die Orgel steht. Darunter sind mehrere Grabsteine aufgestellt, von denen einer von 1596 datiert. 
Die erste Orgel wurde 1869 von den Gebrüdern Rohlfs aus Esens mit sechs Registern auf einem Manual und angehängtem Pedal gefertigt, nachdem vonseiten der Gemeinde der Wunsch nach einer Pfeifenorgel immer lauter wurde. Offensichtlich aus Kostengründen hat Rohlfs unterschiedliches Material aus seinen Lagerbeständen zusammengestellt und im Gegensatz zu seinen Orgeln in Rorichum (1867–69) und Cirkwehrum (1877–1879) in rauer Manier verarbeitet. Bis auf die fabrikmäßige Gambe, die nach dem Ersten Weltkrieg eingebaut wurde, sind alle Register original erhalten. 1999 erfolgte eine Restaurierung durch Bartelt Immer. Die Disposition lautet:
| I Manual C– |    |
| Prinzipal   | 8′ |
| Gedackt     | 8′ |
| Gambe       | 8′ |
| Oktave      | 4′ |
| Rohrflöte   | 4′ |
| Oktave      | 2′ |

| Pedal C–  |
| angehängt |

Im Turm hängt eine Kirchenglocke, die 1893 von der Glockengießerei Otto in Bremen-Hemelingen gegossen wurde. Bei einem Durchmesser von 1034 mm wiegt sie 700 kg, ihr Schlagton ist g′-8. Eine zweite Glocke fiel der Beschlagnahme zu Kriegszwecken 1917 zum Opfer. Sie wurde nicht ersetzt.